# Чорбаџија
Чорбаџија или чорбаџи (турска сложеница Çorbacı сачињена од речи Çorba што значи „чорба” или „супа” и наставка ci што значи „радити”, „извршавати”, „делити”), је био јањичарски војни чин у Османском царству а одговарао је начелно чину пуковника у европским земљама. Чорбаџија је заповедао једном ортом тј. пуком, док кад би се реч дословно превела значила би онај који дели чорбу или супу што није случај у стварности. Можда реч води порекло и од старе турске речи korbaşı што је у значењу „заповедник јединице” или „логора”. Та титула се још задржала по Туркменистану (централна Азија) све до 1940-е године, јер су тамо корбаши били вође побуњеничких коњичких одреда званих Басмачи који су се борили против Црвене армије и совјетске државе.

У морнарици, титула чорбаџије се односила на заповедника палубе, улога слична ностромима у Европи. У неколико делова, покрајина, у Османском царству у којима су хришћани били већинско становништво као и у Северној Македонији, Србији, Бугарској, реч чорбаџија (македонски: чорбаџија, српски: чорбаџија, бугарски: чорбаджия) се употребљавала као ознака за сеоску (хришћанску) елиту, сеоске главешине и богате сељаке. Њих су османске власти знале да упошљавају за разноразне административне послове као што су: прикупљање пореза, приликом суђења и сл. Међутим од краја 19. века се постепено губи та појава како нестаје османски систем владавине. Ова реч се још увек користи у жаргону у Бугарској, Турској и Северној Македонији за газду. Исто тако, чорбаџија у разним варијантама је такође често презиме међу Албанцима, Бугарима, Турцима и Украјинцима.